# HD 179821
Désignations
HD 179821, également désignée V1427 Aquilae, est une hypergéante jaune ou une supergéante jaune en phase post-AGB de la constellation de l'Aigle, entourée d'une coquille détachée de poussière. C'est une étoile variable semi-régulière approchant de la fin de sa vie.

## Découverte
HD 179821 a été cataloguée pour la première fois comme une étoile de magnitude 8 banale au début du XXe siècle. Elle a ensuite été répertoriée avec un type spectral G4 0-Ia, indiquant un type d'étoile très lumineux maintenant connu sous le nom d'hypergéante.
Elle a d'abord été considérée comme une étoile remarquable par son excès infrarouge et sa distribution spectrale d'énergie à double pic dans l'infrarouge. Ceux-ci ont été considérés comme des indicateurs de la présence de poussière environnante et HD 179821 a été identifiée comme une possible nébuleuse proto-planétaire. Une variabilité a également été détectée.
Des études spectroscopiques à haute résolution et des observations spatiales modernes ont révélé une composition chimique inhabituelle et une « coquille » de poussières sphérique et creuse, mais n'ont pas complétement permis de déterminer si HD 179821 est une hypergéante jaune très lumineuse ou une étoile mourante post-AGB plus modeste.

## Observations
HD 179821 possède une coquille de poussières détachée et froide qui a été étudiée avec l'aide du télescope spatial Hubble. La coquille est approximativement de forme circulaire, a un diamètre intérieur de ~3,3″ correspond à 20 000 UA et un diamètre extérieur de 5″. La perte de masse actuelle est faible, mais lors de la formation de la coquille, elle est estimée avoir été de 4 × 10−4 M☉/an, un taux exceptionnellement élevé, comparable à celle de l'archétype de la supergéante rouge à émission OH/IR VY Canis Majoris. Comme sa voisine de constellation et autre hypergéante IRC+10420, elle est entourée d'une nébuleuse par réflexion étendue. Découverte à une longueur d'onde de l'infrarouge proche, cela est caractéristique d'une étoile massive et, comme pour la nébuleuse par réflexion autour d'IRC+10420, elle peut masquer une étoile plus chaude que le type spectral G5 donné.
C'est ce qui contribue à une distribution spectrale d'énergie à double pic. On estime que l'étoile a perdu environ 10 % de sa masse initiale après avoir été une supergéante rouge il y a seulement 1 600 ans, et elle est une candidate probable à ce qu'elle finisse sa vie en supernova.
La distance était autrefois estimée à environ 6 000 parsecs. Elle a une luminosité élevée comprise entre 1,26 × 105 et 2,95 × 105 L☉ et un rayon compris entre 400 et 500 R☉,. Elle a une vitesse radiale élevée de +100 km/s. Selon les études de Jura et al. (2001), l'étoile pourrait exploser en supernova dans les 100 000 prochaines années.

### Variabilité

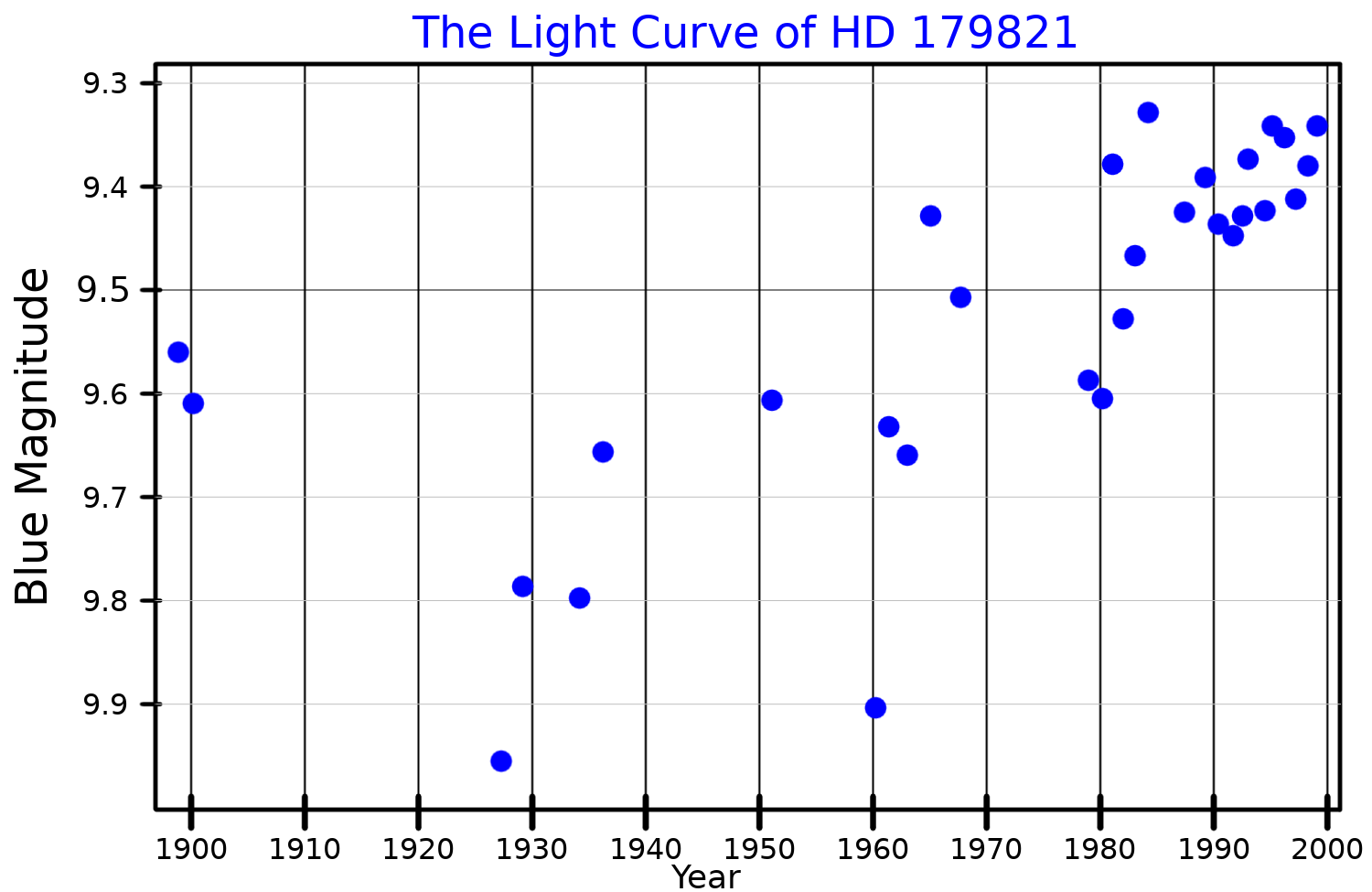
Courbe de lumière de HD 179821.

HD 179821 est une étoile variable semi-régulière portant la désignation d'étoile variable V1427 Aquilae. Entre 1899 et 1989, sa magnitude apparente photographique a varié de façon erratique entre les magnitudes 9 et 10 environ, bien que la couverture ne soit pas complète et que certaines variations plus importantes aient pu être omises. Elle n'a ensuite pas varié de plus de 0,1 en magnitude jusqu'en 2009, présentant une magnitude visuelle d'environ 8,1.
La couleur de l'étoile a sensiblement changé, de sorte que la variabilité à différentes longueurs d'onde n'est pas constante. En général, l'étoile est devenue plus bleue de 1899 à 1990, puis plus rouge. Les changements de couleur reflètent très probablement les changements de sa température effective, et probablement les tendances évolutives sous-jacentes, où l'étoile effectue une boucle bleue entre des températures de 4 000 et 8 000 K. Les pulsations pendant une grande partie de cette période se sont produites avec une période approximative de 100 à 150 jours, avant d'augmenter à 250 jours entre 2010 et 2017, ce qui est attendu pour les étoiles dont la température diminue. Au plus froid, le type spectral a été enregistré comme K4, tandis que près de son plus chaud en 2007, il a été classé comme F7.

### Composition chimique
La composition chimique de l'étoile diffère de celle des autres supergéantes jaunes. L'étoile est modérément déficiente en métaux et les principaux éléments présents dans l'étoile (en dehors de l'hydrogène et de l'hélium) sont l'oxygène, le carbone et l'azote. Des molécules telles que l'isocyanure d'hydrogène, le monoxyde de soufre et HCO+ ont été détectées dans l'enveloppe circumstellaire de l'étoile. Ces molécules peuvent résulter d'une photochimie active, générée par les photons UV émis par l'étoile centrale lors de son réchauffement, ou peuvent être produites par chocs.

## Controverse
Alors que la plupart des scientifiques considèrent que HD 179821 comme une hypergéante chaude, d'autres pensent qu'il s'agit en fait d'une nébuleuse proto-planétaire ou d'une étoile post-AGB plus petite distante d'environ 1 kpc (∼3 260 al). Dans ce cas, la luminosité et le rayon de l'étoile seraient beaucoup plus faibles, environ 16 000 fois la luminosité du Soleil et 60 à 80 fois le rayon du Soleil, et sa masse initiale serait égale à la masse actuelle du Soleil (1 M☉),.
Cet écart provient du fait que sa distance était trop grande pour être mesurée par parallaxe avant la mission Gaia et qu'elle possède certaines propriétés à la fois d'une hypergéante jaune et d'une nébuleuse proto-planétaire / étoile post-AGB,. Gaia Data Release 3 donne une parallaxe de 0,19 mas impliquant une distance d'environ 5 300 pc (∼17 300 al).